# Hang Neptune
Hang Neptune (tiếng Ý: Grotte di Nettuno; tiếng Catalan: Cova de Neptú) là một hang nhũ đá tại Alghero trên đảo Sardinia, Ý. Hang động đã được phát hiện bởi các ngư dân địa phương phát hiện vào thế kỷ 18 và từ đó thành một điểm thu hút khách du lịch nổi tiếng. Tên của nó được đặt theo tên của vị thần Neptune.

## Mô tả về hang động
Lối vào hang động này chỉ cao 1 m so với nước biển và hang động chỉ vào được khi mặt nước tĩnh lặng. Một cầu thang cắt vào vách đá năm 1954, 654 "Escala del cabirol" (bước dê) dẫn từ các bãi tại các đỉnh của vách đá đến cửa hang. Hang động cũng có thể vào được bởi các chuyến thuyền từ các cảng ở Alghero; những chuyến đi này được bố trí theo giờ vào mùa hè, nhưng ít thường xuyên trong suốt mùa hè và mùa thu. Có hai hang động nằm gần đó nhưng lại không mở cửa cho khách du lịch và các "Grotta di ricami" chỉ vào được từ biển. Xung quanh, ở dưới nước có nhiều hang động là thiên đường dành cho thợ lặn, khách du lịch và nổi tiếng nhất là hang Nereo, được hành nghìn thợ lặn đến thăm mỗi năm.
Chiều dài của hang động là 4 km, nhưng chỉ có vài trăm mét là đến với bên ngoài. Bên trong có những đoạn các thành thạch nhũ và một hồ nước mặn dài đến 120 m. Hang động cũng từng là nơi sinh sống của Sardolutra ichnusae – một loài rái cá sống tại Địa Trung Hải, đã tuyệt chủng từ thế Pleistocen.

## Du lịch
Khách du lịch đến tham quan hang Neptune được các hướng dẫn viên du lịch hướng dẫn và cung cấp thông tin về hang động này. Hang động được tới thăm nhiều, trong mùa du lịch vào tháng 8, hang có thể chứa 200 người cùng một lúc.

## Sự kiện
Vào mùa hè năm 1978, tại đây đã quay bộ phim The Island Fishman do đạo diễn Sergio Martino chỉ đạo và diễn viên chính là Barbara Bach. Nội dung phim tương tự như nội dung các câu chuyện phiêu lưu khoa học viễn tưởng của Jules Verne. Phim được phát hành tại Ý năm 1979 và trên thế giới đã rất thành công.

## Hình ảnh

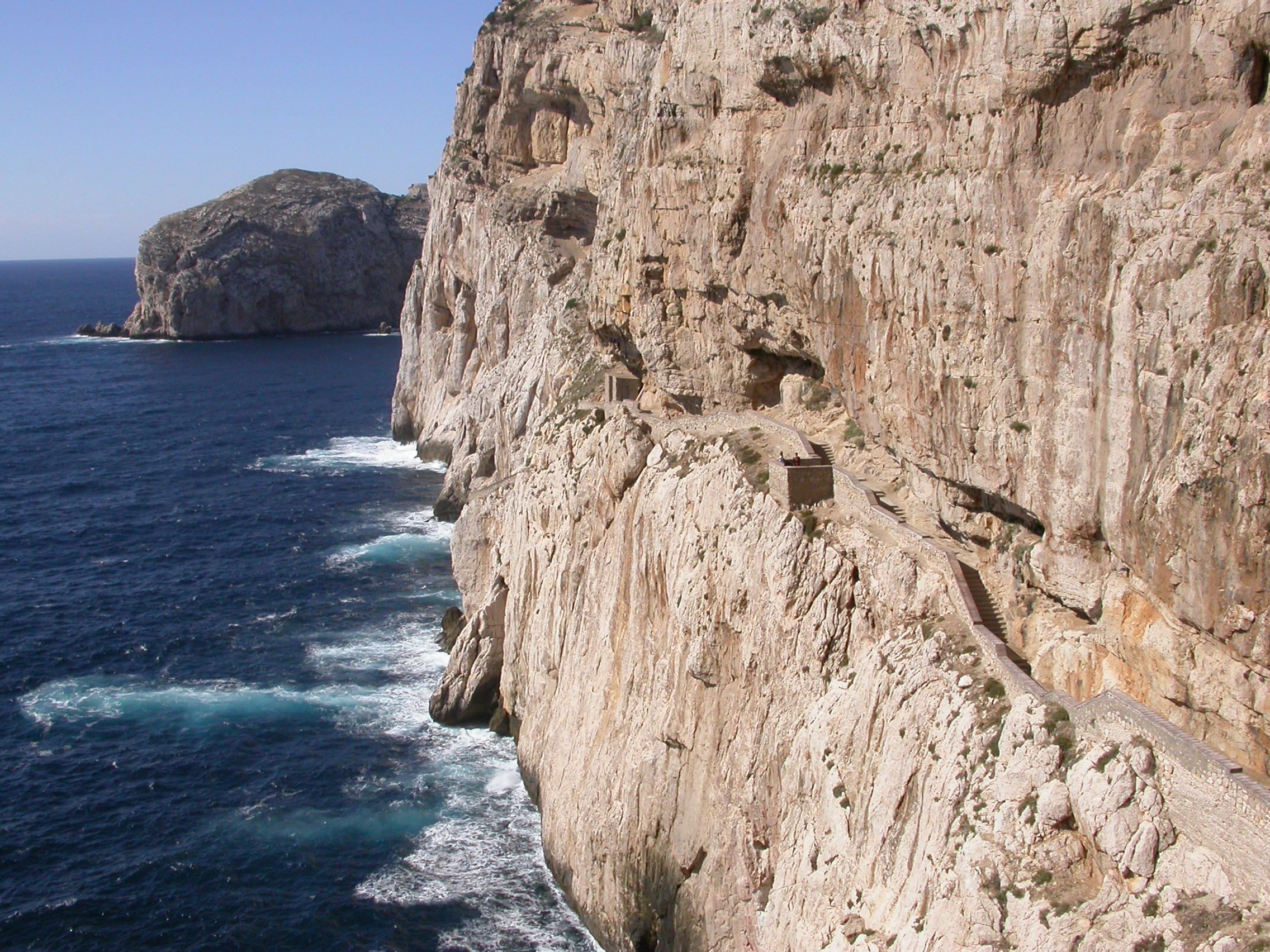
Đường vào hang động
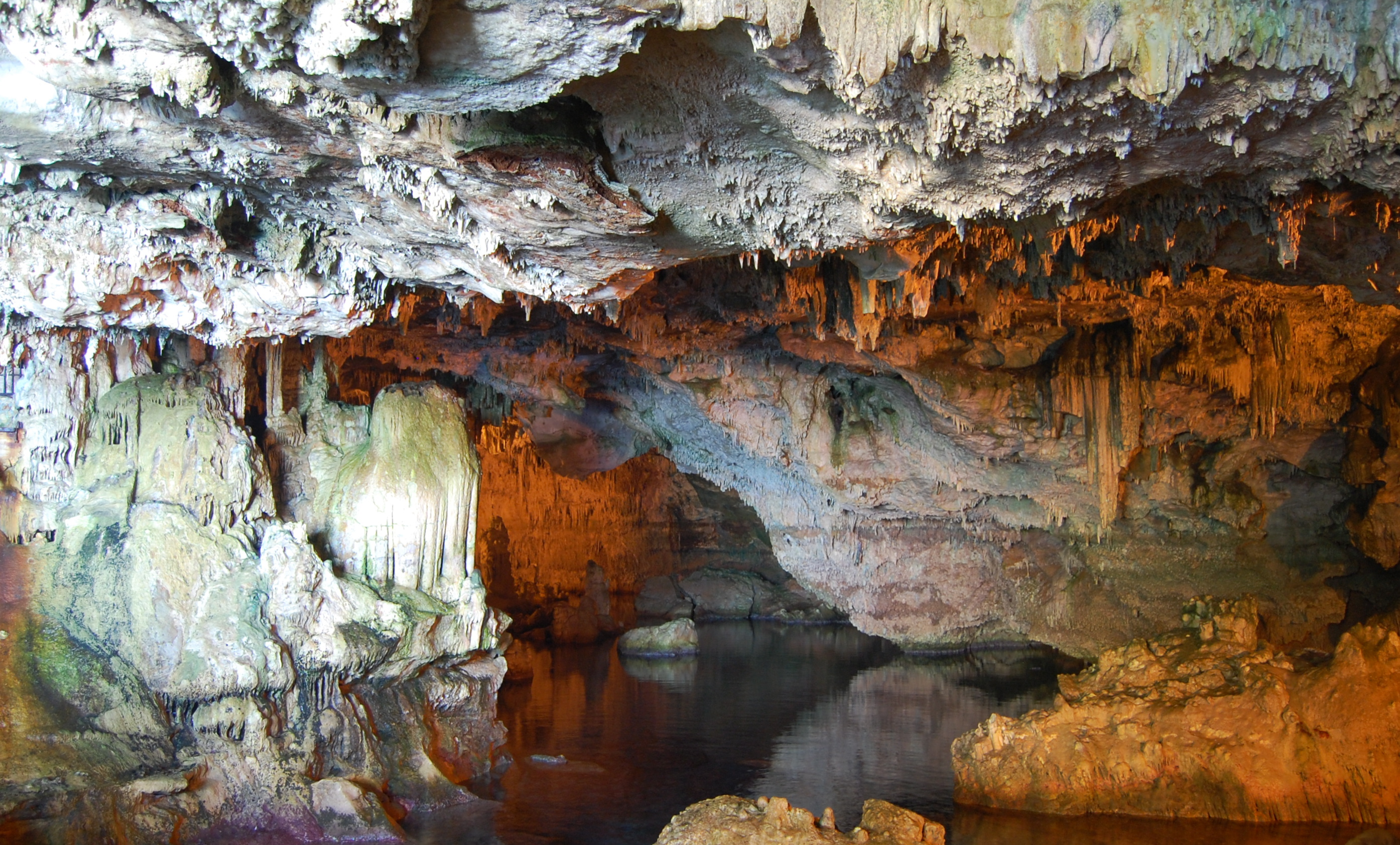
Hang động
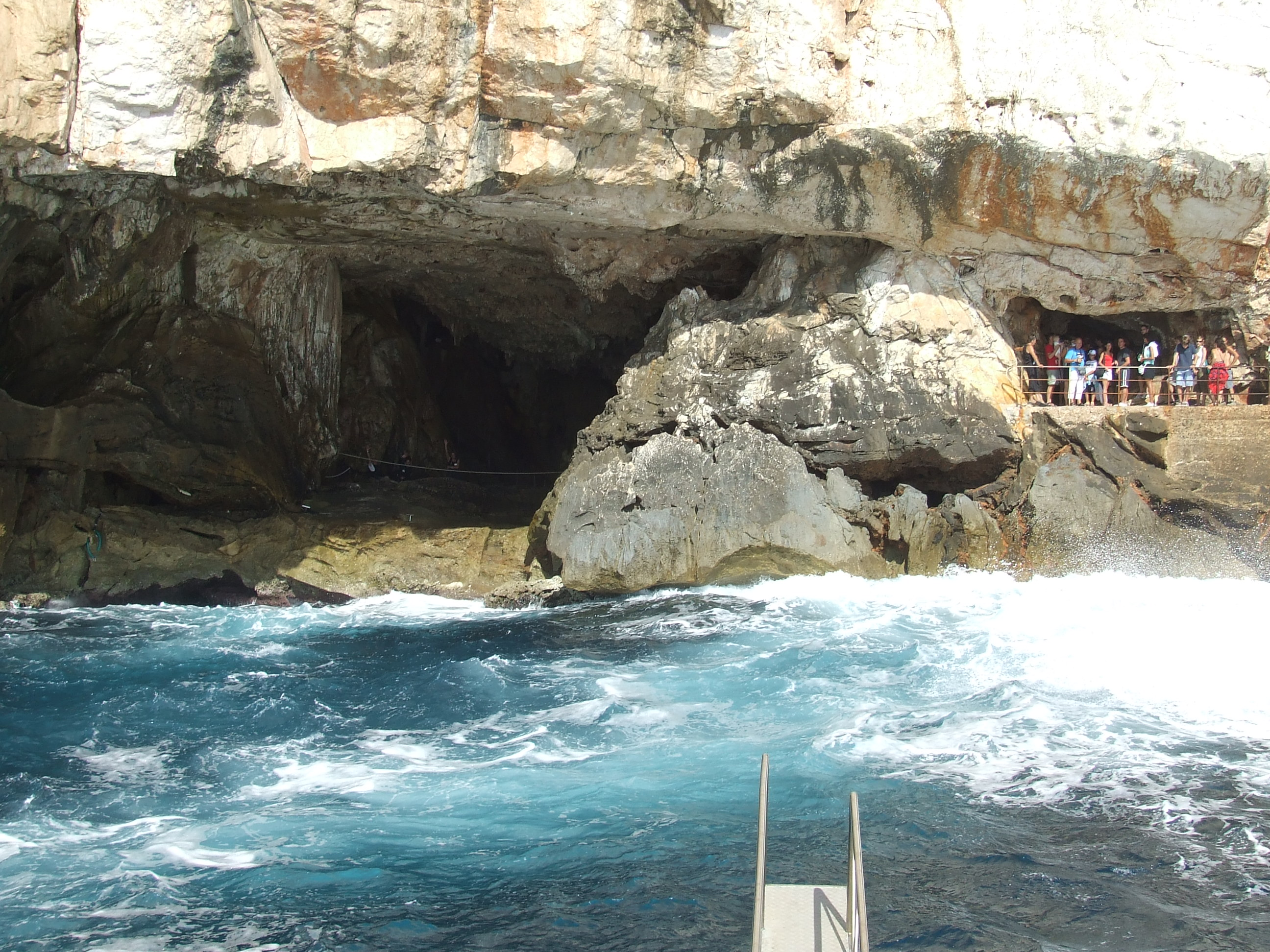
Đường đi vào hang động
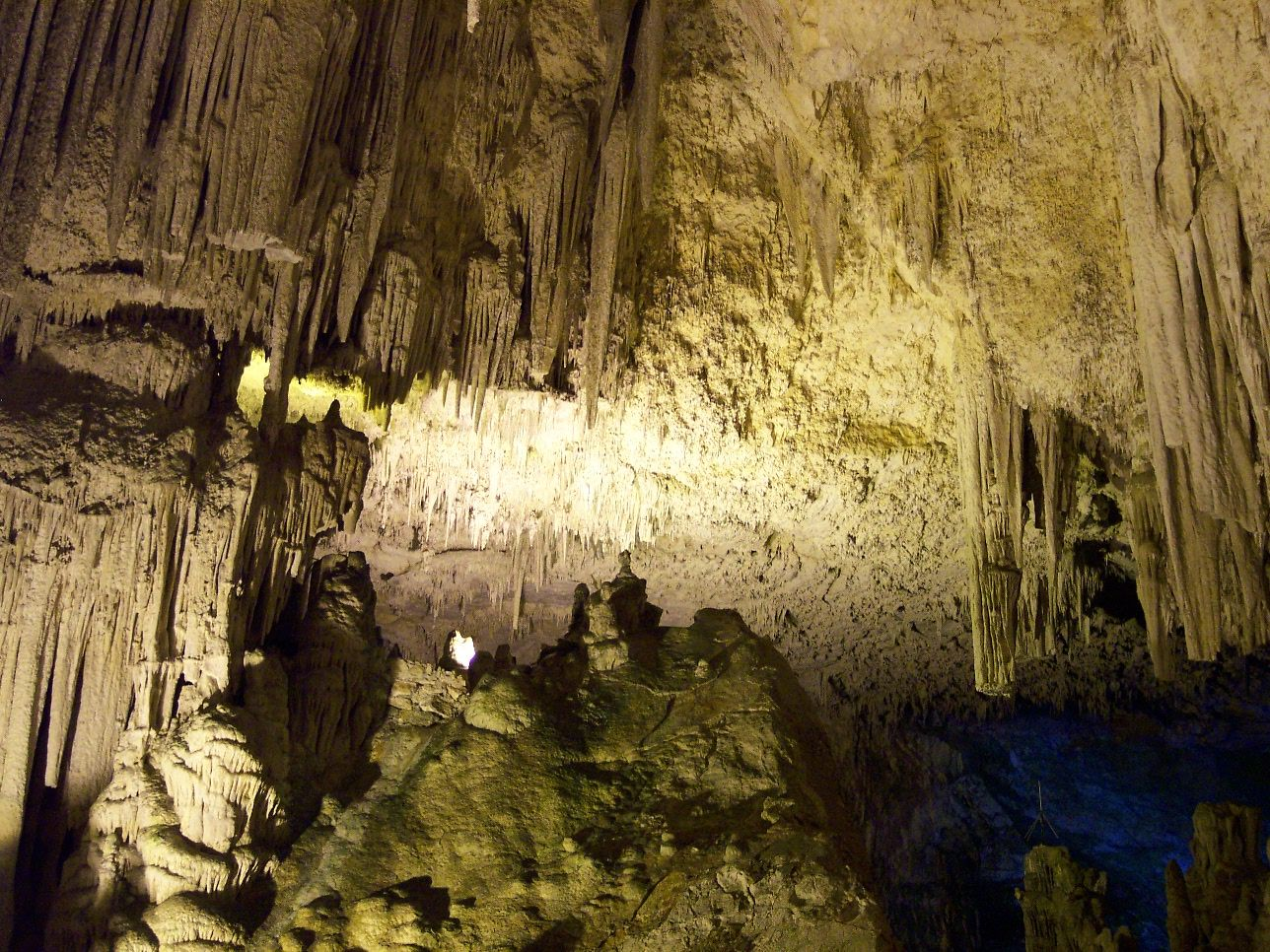
Trong hang động
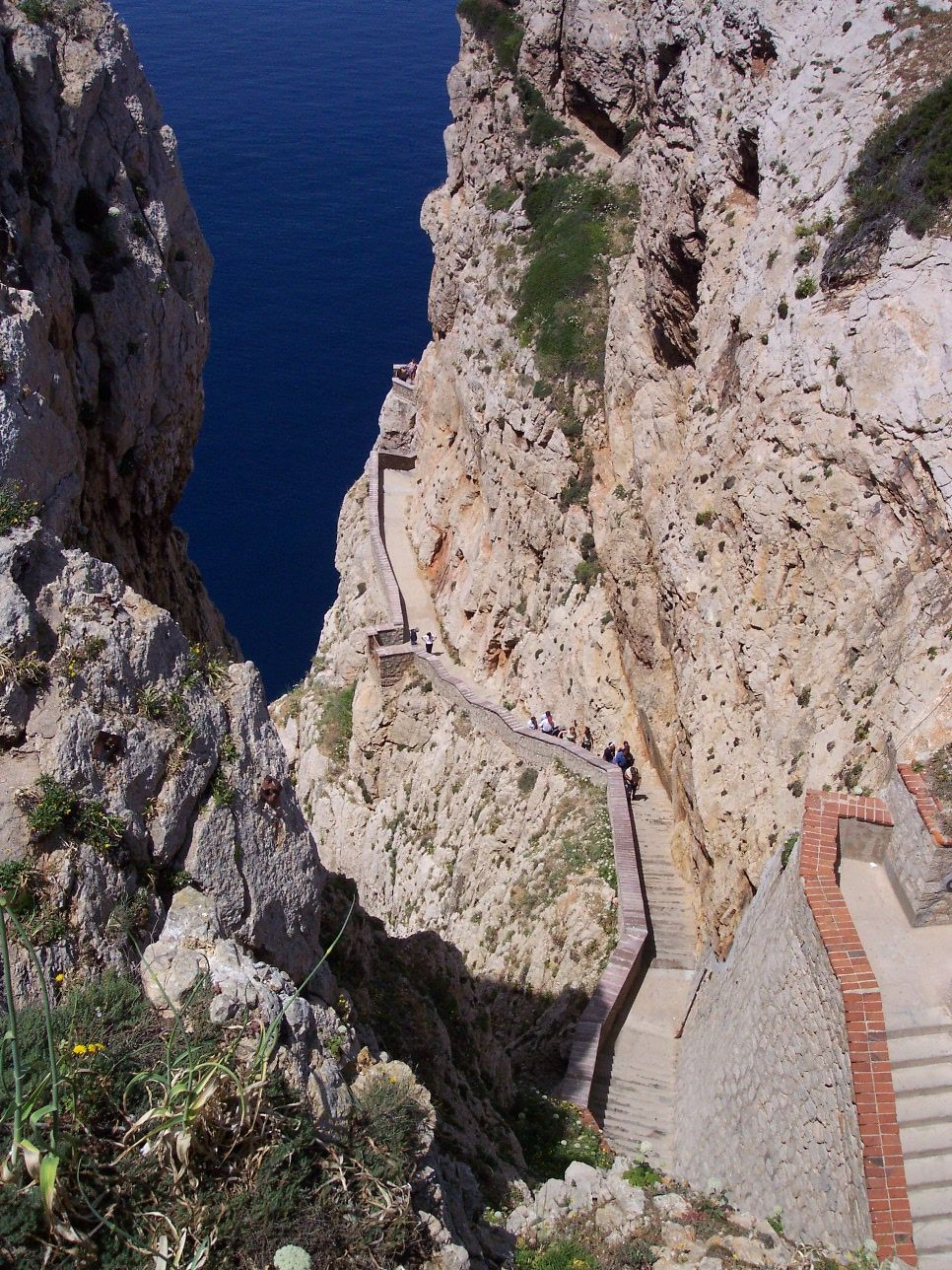
Hang động từ trên cao nhìn xuống
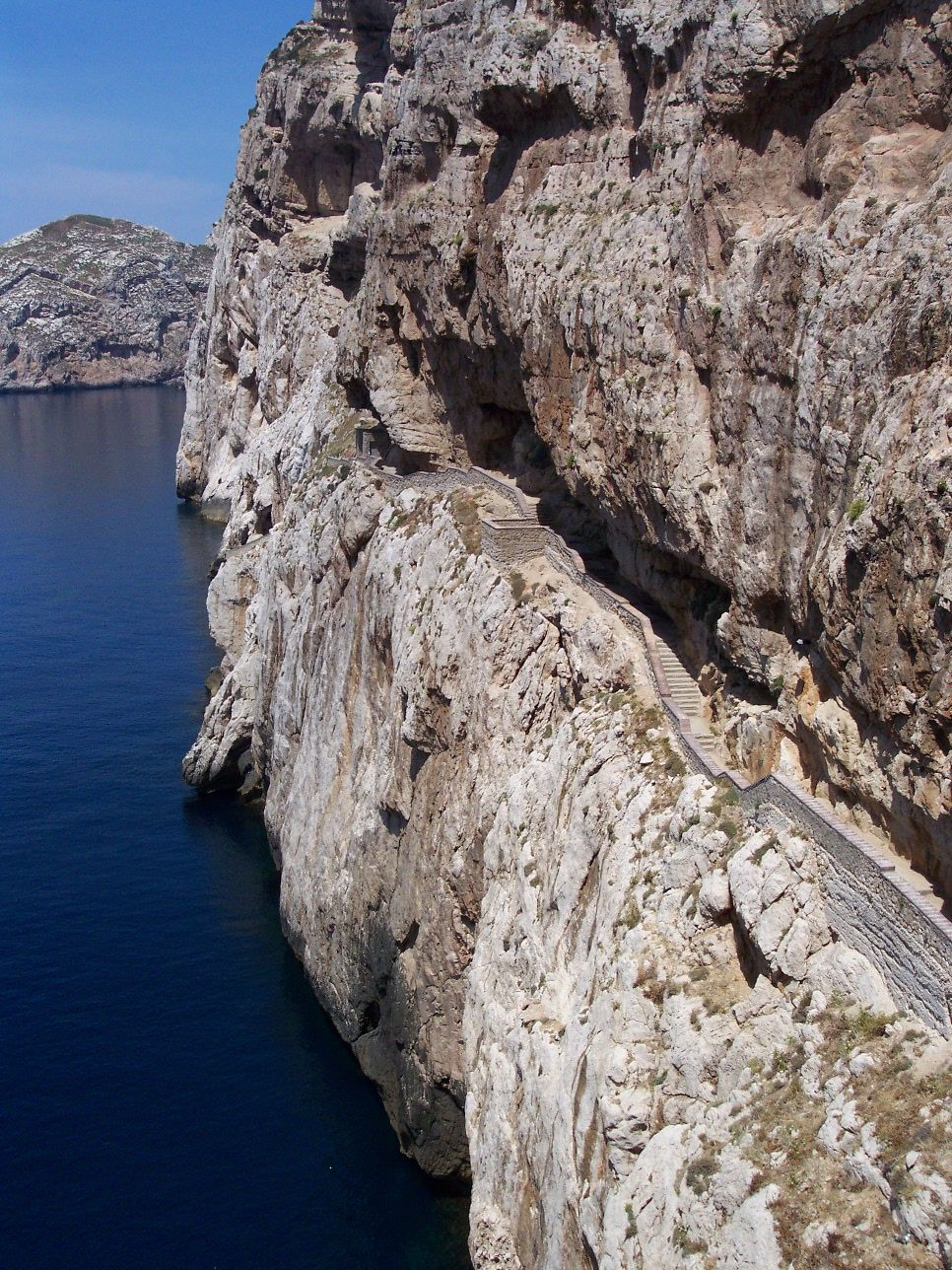
Trên cao nhìn xuống
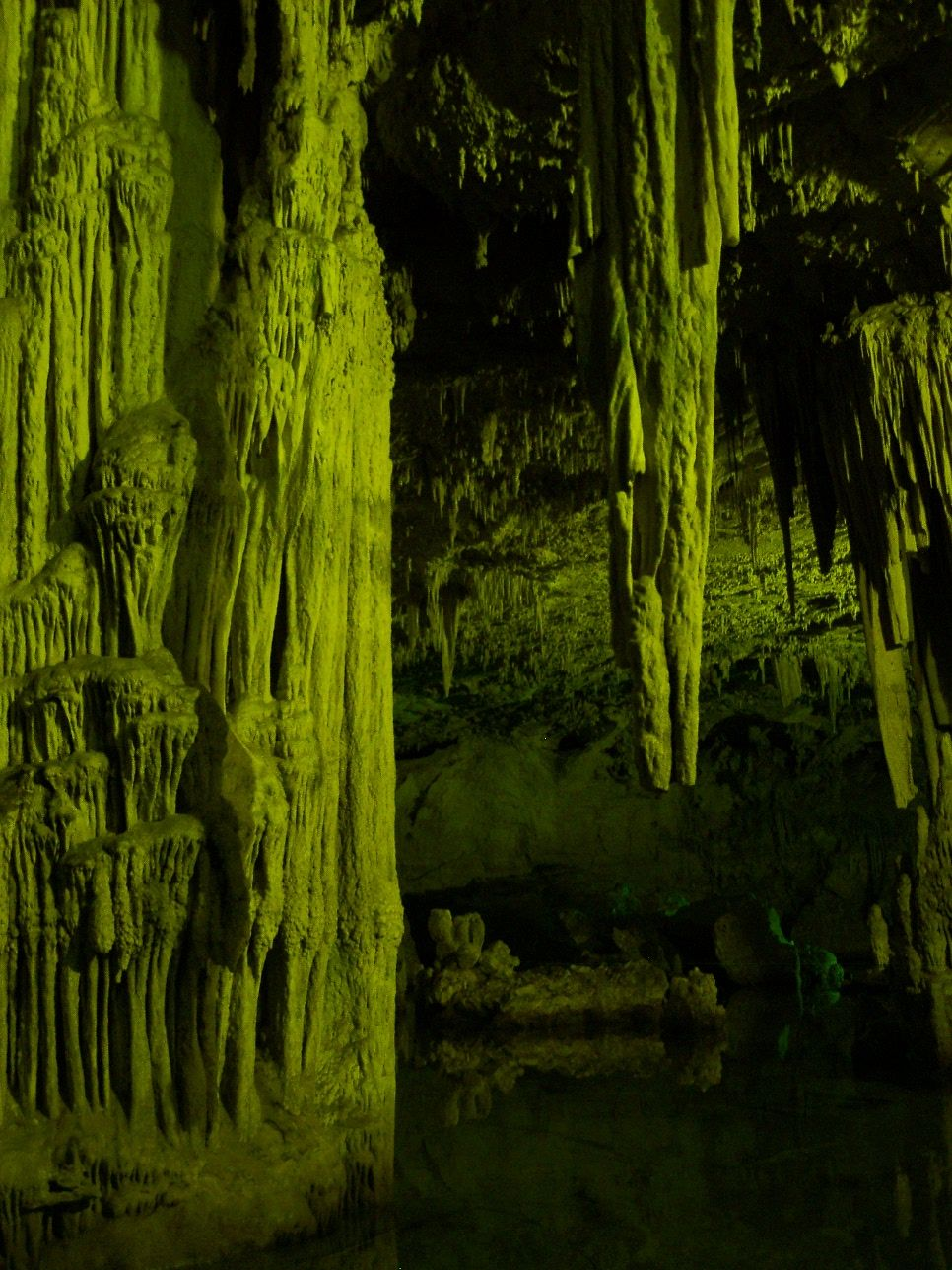
Thạch nhũ trong hang